# Centro Internacional de Convenciones de Jeju
El Centro Internacional de Convenciones de Jeju (en coreano: 제주국제컨벤션센터) inaugurado en 2003 en la isla de Jeju, en Corea del Sur, en el Resort Jungmun cerca de la ciudad de Seogwipo. Comenzó como una propiedad privada-pública que se está convirtiendo en totalmente pública. Se compone de una estructura más grande de forma ovalada de cristal y un anexo de cristal redondo más pequeño, además de algunas instalaciones circundantes. La sala más grande tiene capacidad para 4.300 personas, con varios salones y salas de reuniones más pequeñas. El edificio consta de una gran estructura totalmente de vidrio y elíptica con cuatro plantas conectada a un restaurante con un edificio circular de vidrio y una cafetería más pequeña, y está situado en un acantilado con vista al Océano Pacífico. El edificio alberga también la Oficina de Convenciones de Jeju.